# Редки буки
Редки буки (на македонска литературна норма: Ретки Буки) е връх в Осоговската планина, висок 1781 метра. Намира се в територията на Северна Македония.
През Междусъюзническата война под Редки буки Македоно-одринското опълчение в състава на 4-та Българска армия води тежко отбранително сражение срещу настъпващите сръбски части.
На Редки буки в 1926 година е наречена улица в София, в квартал „Баталова воденица“.